# Afren
Afren — бывшая британская нефтегазовая компания.

## История
Компания была основана в 2004 году. 14 марта 2005 года акции компании были размещены на Лондонской фондовой бирже.

## Деятельность
По состоянию на 31 декабря 2009 года запасы компании составляли 113 млн баррелей нефтяного эквивалента с дополнительной перспективой их увеличения до 1054 млн.